# Superliga Brasileira de Voleibol Feminino de 2000–01
A Superliga Feminina de Vôlei temporada 2000/2001 foi a 23ª edição do Campeonato Brasileiro de Voleibol Feminino - a 7ª edição com o nome Superliga. Nesta temporada, o torneio foi realizado a partir do final de 2000 até meados de 2001 por dez equipes representando cinco estados.
Esta edição ficou marcada pela rivalidade que Flamengo e Vasco trouxeram do futebol para as quadras do Volei. Além disso, ambos ficaram vários meses sem pagar as atletas, o que acabou gerando uma série de críticas, sendo a mais contundente a do Bernardinho, que disse: "A rivalidade Flamengo x Vasco foi uma das piores coisas que aconteceram para o vôlei brasileiro. (...) O calote era exceção no vôlei. Não devemos trazer para o nosso esporte o lado ruim do futebol". Mesmo assim, ambos chegaram a final, e fizeram jogos muito disputados. O Flamengo foi o campeão, após derrotar o Vasco da Gama por 3 jogos a 1, na série melhor de 5.

## Participantes
Flamengo, Rio de Janeiro/RJ

 Força Olímpica, Brasília/DF

 Macaé Sports, Macaé/RJ

 Minas, Belo Horizonte/MG

 Osasco, Osasco/SP

 Rexona/Paraná, Curitiba/PR

 Pinheiros, São Paulo/SP

 São Caetano, São Caetano do Sul/SP

 Tênis, São José dos Campos/SP

 Vasco da Gama, Rio de Janeiro/RJ

## Regulamento
- Fase Classificatória:A primeira fase da Superliga foi realizada com a participação de dez equipes. A competição foi dividida em duas fases. Na primeira, as equipes jogaram entre si, em turno e returno, realizando 18 partidas cada uma.
- Playoffs:As oito melhores colocadas avançaram às quartas-de-final (melhor de três jogos), obedecendo ao seguinte cruzamento: 1º x 8º, 2º x 7º, 3º x 6º e 4º x 5º, em playoffs melhor de três jogos.

As quatro equipes vencedoras avançaram às semifinais (melhor de cinco jogos), respeitando o seguinte critério: o vencedor do jogo entre o 1º e o 8º enfrentará o do jogo entre o 4º e o 5º, e o ganhador da partida entre o 2º e o 7º terá pela frente o do confronto entre o 3º e o 6º. Os dois times vencedores disputaram o título na final, também em uma série melhor de cinco jogos.

## Final
A final foi disputada em melhor de 5. Ou seja, quem vencesse 3 jogos, seria campeão. O Flamengo venceu os 2 primeiros jogos, e o Vasco o terceiro. Mas com a vitória do Flamengo no jogo 4, o rubro-negro carioca sagrou-se campeão.
Jogo 1
| Data       | Hora  |          | Placar |               | Set 1 | Set 2 | Set 3 | Set 4 | Set 5 | Total | Relatório |
| ---------- | ----- | -------- | ------ | ------------- | ----- | ----- | ----- | ----- | ----- | ----- | --------- |
| 07/04/2001 | 15:00 | Flamengo | 3–1    | Vasco da Gama | 27–25 | 17–25 | 25–16 | 25–22 |       | 94–88 | Detalhes  |

Jogo 2
| Data       | Hora  |          | Placar |               | Set 1 | Set 2 | Set 3 | Set 4 | Set 5 | Total | Relatório |
| ---------- | ----- | -------- | ------ | ------------- | ----- | ----- | ----- | ----- | ----- | ----- | --------- |
| 10/04/2001 | 20:30 | Flamengo | 0–3    | Vasco da Gama | 20–25 | 28–30 | 22–25 |       |       | 70–80 | Detalhes  |

Jogo 3
| Data       | Hora  |          | Placar |               | Set 1 | Set 2 | Set 3 | Set 4 | Set 5 | Total | Relatório |
| ---------- | ----- | -------- | ------ | ------------- | ----- | ----- | ----- | ----- | ----- | ----- | --------- |
| 16/04/2001 | 20:00 | Flamengo | 3–1    | Vasco da Gama | 25–19 | 25–20 | 19–25 | 25–16 |       | 94–80 | Detalhes  |

Jogo 4
| Data       | Hora  |          | Placar |               | Set 1 | Set 2 | Set 3 | Set 4 | Set 5 | Total  | Relatório |
| ---------- | ----- | -------- | ------ | ------------- | ----- | ----- | ----- | ----- | ----- | ------ | --------- |
| 18/04/2001 | 20:30 | Flamengo | 3–2    | Vasco da Gama | 23–25 | 25–16 | 25–20 | 21–25 | 17-15 | 111–86 | Detalhes  |

### Fichas-técnicas das Partidas
Jogo 1
| 07 de Abril de 2001 15:00 Relatório: Detalhes | Flamengo | 3–1   | Vasco da Gama | Ginásio do Maracanãzinho, Rio de Janeiro |
| 07 de Abril de 2001 15:00 Relatório: Detalhes | 27       | Set 1 | 25            | Ginásio do Maracanãzinho, Rio de Janeiro |
| 07 de Abril de 2001 15:00 Relatório: Detalhes | 17       | Set 2 | 25            | Ginásio do Maracanãzinho, Rio de Janeiro |
| 07 de Abril de 2001 15:00 Relatório: Detalhes | 25       | Set 3 | 16            | Ginásio do Maracanãzinho, Rio de Janeiro |
| 07 de Abril de 2001 15:00 Relatório: Detalhes | 25       | Set 4 | 22            | Ginásio do Maracanãzinho, Rio de Janeiro |
| 07 de Abril de 2001 15:00 Relatório: Detalhes | Set 5    |       |               | Ginásio do Maracanãzinho, Rio de Janeiro |

| Flamengo | Vasco da Gama |

Jogo 2
| 10 de Abril de 2001 20:30 Relatório: Detalhes | Flamengo | 0–3   | Vasco da Gama | Ginásio do Maracanãzinho, Rio de Janeiro |
| 10 de Abril de 2001 20:30 Relatório: Detalhes | 20       | Set 1 | 25            | Ginásio do Maracanãzinho, Rio de Janeiro |
| 10 de Abril de 2001 20:30 Relatório: Detalhes | 28       | Set 2 | 30            | Ginásio do Maracanãzinho, Rio de Janeiro |
| 10 de Abril de 2001 20:30 Relatório: Detalhes | 22       | Set 3 | 25            | Ginásio do Maracanãzinho, Rio de Janeiro |
| 10 de Abril de 2001 20:30 Relatório: Detalhes | Set 4    |       |               | Ginásio do Maracanãzinho, Rio de Janeiro |
| 10 de Abril de 2001 20:30 Relatório: Detalhes | Set 5    |       |               | Ginásio do Maracanãzinho, Rio de Janeiro |

| Flamengo | Vasco da Gama |

Jogo 3
| 16 de Abril de 2001 20:00 Relatório: Detalhes | Flamengo | 3–1   | Vasco da Gama | Ginásio do Maracanãzinho, Rio de Janeiro |
| 16 de Abril de 2001 20:00 Relatório: Detalhes | 25       | Set 1 | 19            | Ginásio do Maracanãzinho, Rio de Janeiro |
| 16 de Abril de 2001 20:00 Relatório: Detalhes | 25       | Set 2 | 20            | Ginásio do Maracanãzinho, Rio de Janeiro |
| 16 de Abril de 2001 20:00 Relatório: Detalhes | 19       | Set 3 | 25            | Ginásio do Maracanãzinho, Rio de Janeiro |
| 16 de Abril de 2001 20:00 Relatório: Detalhes | 25       | Set 4 | 16            | Ginásio do Maracanãzinho, Rio de Janeiro |
| 16 de Abril de 2001 20:00 Relatório: Detalhes | Set 5    |       |               | Ginásio do Maracanãzinho, Rio de Janeiro |

| Flamengo | Vasco da Gama |

Jogo 4
| 18 de Abril de 2001 20:30 Relatório: Detalhes Reportagem | Flamengo | 3–2   | Vasco da Gama | Ginásio do Maracanãzinho, Rio de Janeiro Público: 8.687 |
| 18 de Abril de 2001 20:30 Relatório: Detalhes Reportagem | 23       | Set 1 | 25            | Ginásio do Maracanãzinho, Rio de Janeiro Público: 8.687 |
| 18 de Abril de 2001 20:30 Relatório: Detalhes Reportagem | 25       | Set 2 | 16            | Ginásio do Maracanãzinho, Rio de Janeiro Público: 8.687 |
| 18 de Abril de 2001 20:30 Relatório: Detalhes Reportagem | 25       | Set 3 | 20            | Ginásio do Maracanãzinho, Rio de Janeiro Público: 8.687 |
| 18 de Abril de 2001 20:30 Relatório: Detalhes Reportagem | 21       | Set 4 | 25            | Ginásio do Maracanãzinho, Rio de Janeiro Público: 8.687 |
| 18 de Abril de 2001 20:30 Relatório: Detalhes Reportagem | 17       | Set 5 | 15            | Ginásio do Maracanãzinho, Rio de Janeiro Público: 8.687 |

| Flamengo | Vasco da Gama |

## Classificação Final
1)  Flamengo

2)  Vasco da Gama

3) Minas Tênis Clube

4) Rexona

5)  Osasco

6)  São Caetano

7)  Pinheiros

8)  Força Olímpica

9)  Macaé Sports

10)  São José

### Campeão
| Superliga Brasileira Feminina 2000-01       |
| ------------------------------------------- |
| Flamengo 3º Título do Campeonato Brasileiro |